# The Final Riot!
The Final Riot! é o segundo álbum ao vivo da banda americana Paramore lançado em 25 de novembro de 2008 pela gravadora Fueled by Ramen com um DVD bônus contendo um documentário intitulado "40 Days of Riot!" apresentando a banda em turnê e também  todo o concerto ao vivo e os bastidores de um show da banda filmado em 12 de agosto de 2008 no Congress Theater em Chicago, Illinois, como parte da turnê The Final Riot Tour. O álbum The Final Riot! recebeu certificação de ouro da RIAA em 17 de março de 2009 vendendo mais de 50 mil cópias.

## Faixas
| CD/DVD |                                                              |                                                              |         |  |
| N.º    | Título                                                       | Compositor(es)                                               | Duração |  |
| 1.     | "Born For This"                                              | Hayley Williams e Josh Farro                                 | 5:46    |  |
| 2.     | "That's What You Get"                                        | Hayley Williams, Josh Farro e Taylor York                    | 3:34    |  |
| 3.     | "Here We Go Again"                                           | Hayley Williams e Josh Farro                                 | 4:10    |  |
| 4.     | "Fences"                                                     | David Bendeth, Hayley Williams, Josh Farro e Sebastian Davin | 3:31    |  |
| 5.     | "Crushcrushcrush"                                            | Hayley Williams, Josh Farro                                  | 3:15    |  |
| 6.     | "Let The Flames Begin"                                       | Hayley Williams e Josh Farro                                 | 5:58    |  |
| 7.     | "When It Rains"                                              | Hayley Williams, Josh Farro, Zac Farro e Sebastian Davin     | 4:04    |  |
| 8.     | "My Heart"                                                   | Hayley Williams e Josh Farro                                 | 5:31    |  |
| 9.     | "Decoy"                                                      | Hayley Williams e Josh Farro                                 | 3:14    |  |
| 10.    | "Pressure"                                                   | Hayley Williams e Josh Farro                                 | 3:02    |  |
| 11.    | "For A Pessimist I'm Pretty Optimistic"                      | Hayley Williams e Josh Farro                                 | 4:27    |  |
| 12.    | "We Are Broken"                                              | David Bendeth, Hayley Williams, Josh Farro e Sebastian Davin | 5:25    |  |
| 13.    | "Emergency"                                                  | Hayley Williams e Josh Farro                                 | 4:27    |  |
| 14.    | "Hallelujah" (contém trechos de Hallelujah de Leonard Cohen) | Hayley Williams e Josh Farro                                 | 4:57    |  |
| 15.    | "Misery Business"                                            | Hayley Williams e Josh Farro                                 | 4:40    |  |

## Integrantes da Banda
- Hayley Williams – Vocal, teclado
- Josh Farro – guitarra solo, backup vocal, baixo em "We Are Broken"
- Jeremy Davis – baixo, percussão em "We Are Broken"
- Zac Farro – bateria
- Taylor York – guitarra rítmica, Glockenspiel em "We Are Broken"

## Edição deluxe
A edição deluxe limitada foi exclusivamente disponíbilizada na página oficial da Fueled By Ramen. Inclui a edição padrão mais um livrinho a cores cheio de 36 páginas com fotos da viagem e conteúdo de bônus no DVD desde um vídeo exclusivo da música "Let the Flames Begin" e a galeria de fotos. Vem em um o-cartão do estilo da caixa da estrada de Paramore e os discos do CD e do DVD vêm em uma luva de softpack. Inclui também uma colecionável devassidão laminada de The Final RIOT! Summer Tour 2008.

## Paradas musicais
| Ano  | Paradas                      | Melhor posição |
| ---- | ---------------------------- | -------------- |
| 2008 | Austrália Albums Chart       | 38             |
| 2008 | Billboard 200                | 88             |
| 2008 | Billboard Rock Albums        | 22             |
| 2008 | Billboard Alternative Albums | 15             |
| 2009 | Finlândia Albums Chart       | 31             |

## Lançamentos
| País           | Data                   |
| -------------- | ---------------------- |
| Reino Unido    | 24 de novembro de 2008 |
| Estados Unidos | 25 de novembro de 2008 |
| Austrália      | 29 de novembro de 2008 |
| Brasil         | 6 de dezembro de 2008  |
| Colômbia       | 8 de dezembro de 2008  |